# Мастихиадис, Фотис
Фотис Мастихиадис (греч. Φώτις Μαστιχιάδης, 6 февраля 1913, Айвалык — 17 августа 1997, Афины) — греческий шахматист и художник.

## Биография
Родился на территории Турции. В ходе Малоазийской катастрофы его семья была вынуждена бежать в Салоники. В Салониках он начал учиться изобразительному искусству у Фотиса Кондоглу.
Много лет работал художником-иллюстратором и карикатуристом в нескольких афинских издательствах, занимался дизайном книг, плакатов. Также был известен как гравер. Участвовал в полусотне персональных и коллективных выставок на территории Греции и за ее пределами. Занимался преподавательской деятельностью в Палеон-Фалироне. Член Палаты изящных искусств Греции, один из основателей Ассоциации греческих граверов.

### Шахматная деятельность
Участвовал в шахматных соревнованиях с 1937 г. Был одним из сильнейших греческих шахматистов 1940—1950-х гг.
Чемпион Греции 1949 г.
В составе сборной Греции участник трех шахматных олимпиад (1950, 1952 и 1956 гг.; в 1950 г. играл на 1-й доске).

## Примечательная партия
|   | a | b | c | d | e | f | g | h |   |
| - | --- | --- | --- | --- | --- | --- | --- | --- | - |
| 8 | c8 чёрный слон · e8 чёрная ладья · g8 чёрный король · b7 чёрная пешка · d7 чёрный конь · e7 чёрный ферзь · f7 чёрная пешка · c6 чёрная пешка · g6 чёрная пешка · h6 чёрная пешка · b5 белая пешка · d5 чёрная пешка · d4 белая пешка · g4 чёрный конь · c3 белый конь · d3 белый слон · e3 белая пешка · f3 белый конь · g3 белая пешка · b2 белый ферзь · f2 белая пешка · g2 белая пешка · a1 белая ладья · g1 белый король | c8 чёрный слон · e8 чёрная ладья · g8 чёрный король · b7 чёрная пешка · d7 чёрный конь · e7 чёрный ферзь · f7 чёрная пешка · c6 чёрная пешка · g6 чёрная пешка · h6 чёрная пешка · b5 белая пешка · d5 чёрная пешка · d4 белая пешка · g4 чёрный конь · c3 белый конь · d3 белый слон · e3 белая пешка · f3 белый конь · g3 белая пешка · b2 белый ферзь · f2 белая пешка · g2 белая пешка · a1 белая ладья · g1 белый король | c8 чёрный слон · e8 чёрная ладья · g8 чёрный король · b7 чёрная пешка · d7 чёрный конь · e7 чёрный ферзь · f7 чёрная пешка · c6 чёрная пешка · g6 чёрная пешка · h6 чёрная пешка · b5 белая пешка · d5 чёрная пешка · d4 белая пешка · g4 чёрный конь · c3 белый конь · d3 белый слон · e3 белая пешка · f3 белый конь · g3 белая пешка · b2 белый ферзь · f2 белая пешка · g2 белая пешка · a1 белая ладья · g1 белый король | c8 чёрный слон · e8 чёрная ладья · g8 чёрный король · b7 чёрная пешка · d7 чёрный конь · e7 чёрный ферзь · f7 чёрная пешка · c6 чёрная пешка · g6 чёрная пешка · h6 чёрная пешка · b5 белая пешка · d5 чёрная пешка · d4 белая пешка · g4 чёрный конь · c3 белый конь · d3 белый слон · e3 белая пешка · f3 белый конь · g3 белая пешка · b2 белый ферзь · f2 белая пешка · g2 белая пешка · a1 белая ладья · g1 белый король | c8 чёрный слон · e8 чёрная ладья · g8 чёрный король · b7 чёрная пешка · d7 чёрный конь · e7 чёрный ферзь · f7 чёрная пешка · c6 чёрная пешка · g6 чёрная пешка · h6 чёрная пешка · b5 белая пешка · d5 чёрная пешка · d4 белая пешка · g4 чёрный конь · c3 белый конь · d3 белый слон · e3 белая пешка · f3 белый конь · g3 белая пешка · b2 белый ферзь · f2 белая пешка · g2 белая пешка · a1 белая ладья · g1 белый король | c8 чёрный слон · e8 чёрная ладья · g8 чёрный король · b7 чёрная пешка · d7 чёрный конь · e7 чёрный ферзь · f7 чёрная пешка · c6 чёрная пешка · g6 чёрная пешка · h6 чёрная пешка · b5 белая пешка · d5 чёрная пешка · d4 белая пешка · g4 чёрный конь · c3 белый конь · d3 белый слон · e3 белая пешка · f3 белый конь · g3 белая пешка · b2 белый ферзь · f2 белая пешка · g2 белая пешка · a1 белая ладья · g1 белый король | c8 чёрный слон · e8 чёрная ладья · g8 чёрный король · b7 чёрная пешка · d7 чёрный конь · e7 чёрный ферзь · f7 чёрная пешка · c6 чёрная пешка · g6 чёрная пешка · h6 чёрная пешка · b5 белая пешка · d5 чёрная пешка · d4 белая пешка · g4 чёрный конь · c3 белый конь · d3 белый слон · e3 белая пешка · f3 белый конь · g3 белая пешка · b2 белый ферзь · f2 белая пешка · g2 белая пешка · a1 белая ладья · g1 белый король | c8 чёрный слон · e8 чёрная ладья · g8 чёрный король · b7 чёрная пешка · d7 чёрный конь · e7 чёрный ферзь · f7 чёрная пешка · c6 чёрная пешка · g6 чёрная пешка · h6 чёрная пешка · b5 белая пешка · d5 чёрная пешка · d4 белая пешка · g4 чёрный конь · c3 белый конь · d3 белый слон · e3 белая пешка · f3 белый конь · g3 белая пешка · b2 белый ферзь · f2 белая пешка · g2 белая пешка · a1 белая ладья · g1 белый король | 8 |
| 7 | c8 чёрный слон · e8 чёрная ладья · g8 чёрный король · b7 чёрная пешка · d7 чёрный конь · e7 чёрный ферзь · f7 чёрная пешка · c6 чёрная пешка · g6 чёрная пешка · h6 чёрная пешка · b5 белая пешка · d5 чёрная пешка · d4 белая пешка · g4 чёрный конь · c3 белый конь · d3 белый слон · e3 белая пешка · f3 белый конь · g3 белая пешка · b2 белый ферзь · f2 белая пешка · g2 белая пешка · a1 белая ладья · g1 белый король | c8 чёрный слон · e8 чёрная ладья · g8 чёрный король · b7 чёрная пешка · d7 чёрный конь · e7 чёрный ферзь · f7 чёрная пешка · c6 чёрная пешка · g6 чёрная пешка · h6 чёрная пешка · b5 белая пешка · d5 чёрная пешка · d4 белая пешка · g4 чёрный конь · c3 белый конь · d3 белый слон · e3 белая пешка · f3 белый конь · g3 белая пешка · b2 белый ферзь · f2 белая пешка · g2 белая пешка · a1 белая ладья · g1 белый король | c8 чёрный слон · e8 чёрная ладья · g8 чёрный король · b7 чёрная пешка · d7 чёрный конь · e7 чёрный ферзь · f7 чёрная пешка · c6 чёрная пешка · g6 чёрная пешка · h6 чёрная пешка · b5 белая пешка · d5 чёрная пешка · d4 белая пешка · g4 чёрный конь · c3 белый конь · d3 белый слон · e3 белая пешка · f3 белый конь · g3 белая пешка · b2 белый ферзь · f2 белая пешка · g2 белая пешка · a1 белая ладья · g1 белый король | c8 чёрный слон · e8 чёрная ладья · g8 чёрный король · b7 чёрная пешка · d7 чёрный конь · e7 чёрный ферзь · f7 чёрная пешка · c6 чёрная пешка · g6 чёрная пешка · h6 чёрная пешка · b5 белая пешка · d5 чёрная пешка · d4 белая пешка · g4 чёрный конь · c3 белый конь · d3 белый слон · e3 белая пешка · f3 белый конь · g3 белая пешка · b2 белый ферзь · f2 белая пешка · g2 белая пешка · a1 белая ладья · g1 белый король | c8 чёрный слон · e8 чёрная ладья · g8 чёрный король · b7 чёрная пешка · d7 чёрный конь · e7 чёрный ферзь · f7 чёрная пешка · c6 чёрная пешка · g6 чёрная пешка · h6 чёрная пешка · b5 белая пешка · d5 чёрная пешка · d4 белая пешка · g4 чёрный конь · c3 белый конь · d3 белый слон · e3 белая пешка · f3 белый конь · g3 белая пешка · b2 белый ферзь · f2 белая пешка · g2 белая пешка · a1 белая ладья · g1 белый король | c8 чёрный слон · e8 чёрная ладья · g8 чёрный король · b7 чёрная пешка · d7 чёрный конь · e7 чёрный ферзь · f7 чёрная пешка · c6 чёрная пешка · g6 чёрная пешка · h6 чёрная пешка · b5 белая пешка · d5 чёрная пешка · d4 белая пешка · g4 чёрный конь · c3 белый конь · d3 белый слон · e3 белая пешка · f3 белый конь · g3 белая пешка · b2 белый ферзь · f2 белая пешка · g2 белая пешка · a1 белая ладья · g1 белый король | c8 чёрный слон · e8 чёрная ладья · g8 чёрный король · b7 чёрная пешка · d7 чёрный конь · e7 чёрный ферзь · f7 чёрная пешка · c6 чёрная пешка · g6 чёрная пешка · h6 чёрная пешка · b5 белая пешка · d5 чёрная пешка · d4 белая пешка · g4 чёрный конь · c3 белый конь · d3 белый слон · e3 белая пешка · f3 белый конь · g3 белая пешка · b2 белый ферзь · f2 белая пешка · g2 белая пешка · a1 белая ладья · g1 белый король | c8 чёрный слон · e8 чёрная ладья · g8 чёрный король · b7 чёрная пешка · d7 чёрный конь · e7 чёрный ферзь · f7 чёрная пешка · c6 чёрная пешка · g6 чёрная пешка · h6 чёрная пешка · b5 белая пешка · d5 чёрная пешка · d4 белая пешка · g4 чёрный конь · c3 белый конь · d3 белый слон · e3 белая пешка · f3 белый конь · g3 белая пешка · b2 белый ферзь · f2 белая пешка · g2 белая пешка · a1 белая ладья · g1 белый король | 7 |
| 6 | c8 чёрный слон · e8 чёрная ладья · g8 чёрный король · b7 чёрная пешка · d7 чёрный конь · e7 чёрный ферзь · f7 чёрная пешка · c6 чёрная пешка · g6 чёрная пешка · h6 чёрная пешка · b5 белая пешка · d5 чёрная пешка · d4 белая пешка · g4 чёрный конь · c3 белый конь · d3 белый слон · e3 белая пешка · f3 белый конь · g3 белая пешка · b2 белый ферзь · f2 белая пешка · g2 белая пешка · a1 белая ладья · g1 белый король | c8 чёрный слон · e8 чёрная ладья · g8 чёрный король · b7 чёрная пешка · d7 чёрный конь · e7 чёрный ферзь · f7 чёрная пешка · c6 чёрная пешка · g6 чёрная пешка · h6 чёрная пешка · b5 белая пешка · d5 чёрная пешка · d4 белая пешка · g4 чёрный конь · c3 белый конь · d3 белый слон · e3 белая пешка · f3 белый конь · g3 белая пешка · b2 белый ферзь · f2 белая пешка · g2 белая пешка · a1 белая ладья · g1 белый король | c8 чёрный слон · e8 чёрная ладья · g8 чёрный король · b7 чёрная пешка · d7 чёрный конь · e7 чёрный ферзь · f7 чёрная пешка · c6 чёрная пешка · g6 чёрная пешка · h6 чёрная пешка · b5 белая пешка · d5 чёрная пешка · d4 белая пешка · g4 чёрный конь · c3 белый конь · d3 белый слон · e3 белая пешка · f3 белый конь · g3 белая пешка · b2 белый ферзь · f2 белая пешка · g2 белая пешка · a1 белая ладья · g1 белый король | c8 чёрный слон · e8 чёрная ладья · g8 чёрный король · b7 чёрная пешка · d7 чёрный конь · e7 чёрный ферзь · f7 чёрная пешка · c6 чёрная пешка · g6 чёрная пешка · h6 чёрная пешка · b5 белая пешка · d5 чёрная пешка · d4 белая пешка · g4 чёрный конь · c3 белый конь · d3 белый слон · e3 белая пешка · f3 белый конь · g3 белая пешка · b2 белый ферзь · f2 белая пешка · g2 белая пешка · a1 белая ладья · g1 белый король | c8 чёрный слон · e8 чёрная ладья · g8 чёрный король · b7 чёрная пешка · d7 чёрный конь · e7 чёрный ферзь · f7 чёрная пешка · c6 чёрная пешка · g6 чёрная пешка · h6 чёрная пешка · b5 белая пешка · d5 чёрная пешка · d4 белая пешка · g4 чёрный конь · c3 белый конь · d3 белый слон · e3 белая пешка · f3 белый конь · g3 белая пешка · b2 белый ферзь · f2 белая пешка · g2 белая пешка · a1 белая ладья · g1 белый король | c8 чёрный слон · e8 чёрная ладья · g8 чёрный король · b7 чёрная пешка · d7 чёрный конь · e7 чёрный ферзь · f7 чёрная пешка · c6 чёрная пешка · g6 чёрная пешка · h6 чёрная пешка · b5 белая пешка · d5 чёрная пешка · d4 белая пешка · g4 чёрный конь · c3 белый конь · d3 белый слон · e3 белая пешка · f3 белый конь · g3 белая пешка · b2 белый ферзь · f2 белая пешка · g2 белая пешка · a1 белая ладья · g1 белый король | c8 чёрный слон · e8 чёрная ладья · g8 чёрный король · b7 чёрная пешка · d7 чёрный конь · e7 чёрный ферзь · f7 чёрная пешка · c6 чёрная пешка · g6 чёрная пешка · h6 чёрная пешка · b5 белая пешка · d5 чёрная пешка · d4 белая пешка · g4 чёрный конь · c3 белый конь · d3 белый слон · e3 белая пешка · f3 белый конь · g3 белая пешка · b2 белый ферзь · f2 белая пешка · g2 белая пешка · a1 белая ладья · g1 белый король | c8 чёрный слон · e8 чёрная ладья · g8 чёрный король · b7 чёрная пешка · d7 чёрный конь · e7 чёрный ферзь · f7 чёрная пешка · c6 чёрная пешка · g6 чёрная пешка · h6 чёрная пешка · b5 белая пешка · d5 чёрная пешка · d4 белая пешка · g4 чёрный конь · c3 белый конь · d3 белый слон · e3 белая пешка · f3 белый конь · g3 белая пешка · b2 белый ферзь · f2 белая пешка · g2 белая пешка · a1 белая ладья · g1 белый король | 6 |
| 5 | c8 чёрный слон · e8 чёрная ладья · g8 чёрный король · b7 чёрная пешка · d7 чёрный конь · e7 чёрный ферзь · f7 чёрная пешка · c6 чёрная пешка · g6 чёрная пешка · h6 чёрная пешка · b5 белая пешка · d5 чёрная пешка · d4 белая пешка · g4 чёрный конь · c3 белый конь · d3 белый слон · e3 белая пешка · f3 белый конь · g3 белая пешка · b2 белый ферзь · f2 белая пешка · g2 белая пешка · a1 белая ладья · g1 белый король | c8 чёрный слон · e8 чёрная ладья · g8 чёрный король · b7 чёрная пешка · d7 чёрный конь · e7 чёрный ферзь · f7 чёрная пешка · c6 чёрная пешка · g6 чёрная пешка · h6 чёрная пешка · b5 белая пешка · d5 чёрная пешка · d4 белая пешка · g4 чёрный конь · c3 белый конь · d3 белый слон · e3 белая пешка · f3 белый конь · g3 белая пешка · b2 белый ферзь · f2 белая пешка · g2 белая пешка · a1 белая ладья · g1 белый король | c8 чёрный слон · e8 чёрная ладья · g8 чёрный король · b7 чёрная пешка · d7 чёрный конь · e7 чёрный ферзь · f7 чёрная пешка · c6 чёрная пешка · g6 чёрная пешка · h6 чёрная пешка · b5 белая пешка · d5 чёрная пешка · d4 белая пешка · g4 чёрный конь · c3 белый конь · d3 белый слон · e3 белая пешка · f3 белый конь · g3 белая пешка · b2 белый ферзь · f2 белая пешка · g2 белая пешка · a1 белая ладья · g1 белый король | c8 чёрный слон · e8 чёрная ладья · g8 чёрный король · b7 чёрная пешка · d7 чёрный конь · e7 чёрный ферзь · f7 чёрная пешка · c6 чёрная пешка · g6 чёрная пешка · h6 чёрная пешка · b5 белая пешка · d5 чёрная пешка · d4 белая пешка · g4 чёрный конь · c3 белый конь · d3 белый слон · e3 белая пешка · f3 белый конь · g3 белая пешка · b2 белый ферзь · f2 белая пешка · g2 белая пешка · a1 белая ладья · g1 белый король | c8 чёрный слон · e8 чёрная ладья · g8 чёрный король · b7 чёрная пешка · d7 чёрный конь · e7 чёрный ферзь · f7 чёрная пешка · c6 чёрная пешка · g6 чёрная пешка · h6 чёрная пешка · b5 белая пешка · d5 чёрная пешка · d4 белая пешка · g4 чёрный конь · c3 белый конь · d3 белый слон · e3 белая пешка · f3 белый конь · g3 белая пешка · b2 белый ферзь · f2 белая пешка · g2 белая пешка · a1 белая ладья · g1 белый король | c8 чёрный слон · e8 чёрная ладья · g8 чёрный король · b7 чёрная пешка · d7 чёрный конь · e7 чёрный ферзь · f7 чёрная пешка · c6 чёрная пешка · g6 чёрная пешка · h6 чёрная пешка · b5 белая пешка · d5 чёрная пешка · d4 белая пешка · g4 чёрный конь · c3 белый конь · d3 белый слон · e3 белая пешка · f3 белый конь · g3 белая пешка · b2 белый ферзь · f2 белая пешка · g2 белая пешка · a1 белая ладья · g1 белый король | c8 чёрный слон · e8 чёрная ладья · g8 чёрный король · b7 чёрная пешка · d7 чёрный конь · e7 чёрный ферзь · f7 чёрная пешка · c6 чёрная пешка · g6 чёрная пешка · h6 чёрная пешка · b5 белая пешка · d5 чёрная пешка · d4 белая пешка · g4 чёрный конь · c3 белый конь · d3 белый слон · e3 белая пешка · f3 белый конь · g3 белая пешка · b2 белый ферзь · f2 белая пешка · g2 белая пешка · a1 белая ладья · g1 белый король | c8 чёрный слон · e8 чёрная ладья · g8 чёрный король · b7 чёрная пешка · d7 чёрный конь · e7 чёрный ферзь · f7 чёрная пешка · c6 чёрная пешка · g6 чёрная пешка · h6 чёрная пешка · b5 белая пешка · d5 чёрная пешка · d4 белая пешка · g4 чёрный конь · c3 белый конь · d3 белый слон · e3 белая пешка · f3 белый конь · g3 белая пешка · b2 белый ферзь · f2 белая пешка · g2 белая пешка · a1 белая ладья · g1 белый король | 5 |
| 4 | c8 чёрный слон · e8 чёрная ладья · g8 чёрный король · b7 чёрная пешка · d7 чёрный конь · e7 чёрный ферзь · f7 чёрная пешка · c6 чёрная пешка · g6 чёрная пешка · h6 чёрная пешка · b5 белая пешка · d5 чёрная пешка · d4 белая пешка · g4 чёрный конь · c3 белый конь · d3 белый слон · e3 белая пешка · f3 белый конь · g3 белая пешка · b2 белый ферзь · f2 белая пешка · g2 белая пешка · a1 белая ладья · g1 белый король | c8 чёрный слон · e8 чёрная ладья · g8 чёрный король · b7 чёрная пешка · d7 чёрный конь · e7 чёрный ферзь · f7 чёрная пешка · c6 чёрная пешка · g6 чёрная пешка · h6 чёрная пешка · b5 белая пешка · d5 чёрная пешка · d4 белая пешка · g4 чёрный конь · c3 белый конь · d3 белый слон · e3 белая пешка · f3 белый конь · g3 белая пешка · b2 белый ферзь · f2 белая пешка · g2 белая пешка · a1 белая ладья · g1 белый король | c8 чёрный слон · e8 чёрная ладья · g8 чёрный король · b7 чёрная пешка · d7 чёрный конь · e7 чёрный ферзь · f7 чёрная пешка · c6 чёрная пешка · g6 чёрная пешка · h6 чёрная пешка · b5 белая пешка · d5 чёрная пешка · d4 белая пешка · g4 чёрный конь · c3 белый конь · d3 белый слон · e3 белая пешка · f3 белый конь · g3 белая пешка · b2 белый ферзь · f2 белая пешка · g2 белая пешка · a1 белая ладья · g1 белый король | c8 чёрный слон · e8 чёрная ладья · g8 чёрный король · b7 чёрная пешка · d7 чёрный конь · e7 чёрный ферзь · f7 чёрная пешка · c6 чёрная пешка · g6 чёрная пешка · h6 чёрная пешка · b5 белая пешка · d5 чёрная пешка · d4 белая пешка · g4 чёрный конь · c3 белый конь · d3 белый слон · e3 белая пешка · f3 белый конь · g3 белая пешка · b2 белый ферзь · f2 белая пешка · g2 белая пешка · a1 белая ладья · g1 белый король | c8 чёрный слон · e8 чёрная ладья · g8 чёрный король · b7 чёрная пешка · d7 чёрный конь · e7 чёрный ферзь · f7 чёрная пешка · c6 чёрная пешка · g6 чёрная пешка · h6 чёрная пешка · b5 белая пешка · d5 чёрная пешка · d4 белая пешка · g4 чёрный конь · c3 белый конь · d3 белый слон · e3 белая пешка · f3 белый конь · g3 белая пешка · b2 белый ферзь · f2 белая пешка · g2 белая пешка · a1 белая ладья · g1 белый король | c8 чёрный слон · e8 чёрная ладья · g8 чёрный король · b7 чёрная пешка · d7 чёрный конь · e7 чёрный ферзь · f7 чёрная пешка · c6 чёрная пешка · g6 чёрная пешка · h6 чёрная пешка · b5 белая пешка · d5 чёрная пешка · d4 белая пешка · g4 чёрный конь · c3 белый конь · d3 белый слон · e3 белая пешка · f3 белый конь · g3 белая пешка · b2 белый ферзь · f2 белая пешка · g2 белая пешка · a1 белая ладья · g1 белый король | c8 чёрный слон · e8 чёрная ладья · g8 чёрный король · b7 чёрная пешка · d7 чёрный конь · e7 чёрный ферзь · f7 чёрная пешка · c6 чёрная пешка · g6 чёрная пешка · h6 чёрная пешка · b5 белая пешка · d5 чёрная пешка · d4 белая пешка · g4 чёрный конь · c3 белый конь · d3 белый слон · e3 белая пешка · f3 белый конь · g3 белая пешка · b2 белый ферзь · f2 белая пешка · g2 белая пешка · a1 белая ладья · g1 белый король | c8 чёрный слон · e8 чёрная ладья · g8 чёрный король · b7 чёрная пешка · d7 чёрный конь · e7 чёрный ферзь · f7 чёрная пешка · c6 чёрная пешка · g6 чёрная пешка · h6 чёрная пешка · b5 белая пешка · d5 чёрная пешка · d4 белая пешка · g4 чёрный конь · c3 белый конь · d3 белый слон · e3 белая пешка · f3 белый конь · g3 белая пешка · b2 белый ферзь · f2 белая пешка · g2 белая пешка · a1 белая ладья · g1 белый король | 4 |
| 3 | c8 чёрный слон · e8 чёрная ладья · g8 чёрный король · b7 чёрная пешка · d7 чёрный конь · e7 чёрный ферзь · f7 чёрная пешка · c6 чёрная пешка · g6 чёрная пешка · h6 чёрная пешка · b5 белая пешка · d5 чёрная пешка · d4 белая пешка · g4 чёрный конь · c3 белый конь · d3 белый слон · e3 белая пешка · f3 белый конь · g3 белая пешка · b2 белый ферзь · f2 белая пешка · g2 белая пешка · a1 белая ладья · g1 белый король | c8 чёрный слон · e8 чёрная ладья · g8 чёрный король · b7 чёрная пешка · d7 чёрный конь · e7 чёрный ферзь · f7 чёрная пешка · c6 чёрная пешка · g6 чёрная пешка · h6 чёрная пешка · b5 белая пешка · d5 чёрная пешка · d4 белая пешка · g4 чёрный конь · c3 белый конь · d3 белый слон · e3 белая пешка · f3 белый конь · g3 белая пешка · b2 белый ферзь · f2 белая пешка · g2 белая пешка · a1 белая ладья · g1 белый король | c8 чёрный слон · e8 чёрная ладья · g8 чёрный король · b7 чёрная пешка · d7 чёрный конь · e7 чёрный ферзь · f7 чёрная пешка · c6 чёрная пешка · g6 чёрная пешка · h6 чёрная пешка · b5 белая пешка · d5 чёрная пешка · d4 белая пешка · g4 чёрный конь · c3 белый конь · d3 белый слон · e3 белая пешка · f3 белый конь · g3 белая пешка · b2 белый ферзь · f2 белая пешка · g2 белая пешка · a1 белая ладья · g1 белый король | c8 чёрный слон · e8 чёрная ладья · g8 чёрный король · b7 чёрная пешка · d7 чёрный конь · e7 чёрный ферзь · f7 чёрная пешка · c6 чёрная пешка · g6 чёрная пешка · h6 чёрная пешка · b5 белая пешка · d5 чёрная пешка · d4 белая пешка · g4 чёрный конь · c3 белый конь · d3 белый слон · e3 белая пешка · f3 белый конь · g3 белая пешка · b2 белый ферзь · f2 белая пешка · g2 белая пешка · a1 белая ладья · g1 белый король | c8 чёрный слон · e8 чёрная ладья · g8 чёрный король · b7 чёрная пешка · d7 чёрный конь · e7 чёрный ферзь · f7 чёрная пешка · c6 чёрная пешка · g6 чёрная пешка · h6 чёрная пешка · b5 белая пешка · d5 чёрная пешка · d4 белая пешка · g4 чёрный конь · c3 белый конь · d3 белый слон · e3 белая пешка · f3 белый конь · g3 белая пешка · b2 белый ферзь · f2 белая пешка · g2 белая пешка · a1 белая ладья · g1 белый король | c8 чёрный слон · e8 чёрная ладья · g8 чёрный король · b7 чёрная пешка · d7 чёрный конь · e7 чёрный ферзь · f7 чёрная пешка · c6 чёрная пешка · g6 чёрная пешка · h6 чёрная пешка · b5 белая пешка · d5 чёрная пешка · d4 белая пешка · g4 чёрный конь · c3 белый конь · d3 белый слон · e3 белая пешка · f3 белый конь · g3 белая пешка · b2 белый ферзь · f2 белая пешка · g2 белая пешка · a1 белая ладья · g1 белый король | c8 чёрный слон · e8 чёрная ладья · g8 чёрный король · b7 чёрная пешка · d7 чёрный конь · e7 чёрный ферзь · f7 чёрная пешка · c6 чёрная пешка · g6 чёрная пешка · h6 чёрная пешка · b5 белая пешка · d5 чёрная пешка · d4 белая пешка · g4 чёрный конь · c3 белый конь · d3 белый слон · e3 белая пешка · f3 белый конь · g3 белая пешка · b2 белый ферзь · f2 белая пешка · g2 белая пешка · a1 белая ладья · g1 белый король | c8 чёрный слон · e8 чёрная ладья · g8 чёрный король · b7 чёрная пешка · d7 чёрный конь · e7 чёрный ферзь · f7 чёрная пешка · c6 чёрная пешка · g6 чёрная пешка · h6 чёрная пешка · b5 белая пешка · d5 чёрная пешка · d4 белая пешка · g4 чёрный конь · c3 белый конь · d3 белый слон · e3 белая пешка · f3 белый конь · g3 белая пешка · b2 белый ферзь · f2 белая пешка · g2 белая пешка · a1 белая ладья · g1 белый король | 3 |
| 2 | c8 чёрный слон · e8 чёрная ладья · g8 чёрный король · b7 чёрная пешка · d7 чёрный конь · e7 чёрный ферзь · f7 чёрная пешка · c6 чёрная пешка · g6 чёрная пешка · h6 чёрная пешка · b5 белая пешка · d5 чёрная пешка · d4 белая пешка · g4 чёрный конь · c3 белый конь · d3 белый слон · e3 белая пешка · f3 белый конь · g3 белая пешка · b2 белый ферзь · f2 белая пешка · g2 белая пешка · a1 белая ладья · g1 белый король | c8 чёрный слон · e8 чёрная ладья · g8 чёрный король · b7 чёрная пешка · d7 чёрный конь · e7 чёрный ферзь · f7 чёрная пешка · c6 чёрная пешка · g6 чёрная пешка · h6 чёрная пешка · b5 белая пешка · d5 чёрная пешка · d4 белая пешка · g4 чёрный конь · c3 белый конь · d3 белый слон · e3 белая пешка · f3 белый конь · g3 белая пешка · b2 белый ферзь · f2 белая пешка · g2 белая пешка · a1 белая ладья · g1 белый король | c8 чёрный слон · e8 чёрная ладья · g8 чёрный король · b7 чёрная пешка · d7 чёрный конь · e7 чёрный ферзь · f7 чёрная пешка · c6 чёрная пешка · g6 чёрная пешка · h6 чёрная пешка · b5 белая пешка · d5 чёрная пешка · d4 белая пешка · g4 чёрный конь · c3 белый конь · d3 белый слон · e3 белая пешка · f3 белый конь · g3 белая пешка · b2 белый ферзь · f2 белая пешка · g2 белая пешка · a1 белая ладья · g1 белый король | c8 чёрный слон · e8 чёрная ладья · g8 чёрный король · b7 чёрная пешка · d7 чёрный конь · e7 чёрный ферзь · f7 чёрная пешка · c6 чёрная пешка · g6 чёрная пешка · h6 чёрная пешка · b5 белая пешка · d5 чёрная пешка · d4 белая пешка · g4 чёрный конь · c3 белый конь · d3 белый слон · e3 белая пешка · f3 белый конь · g3 белая пешка · b2 белый ферзь · f2 белая пешка · g2 белая пешка · a1 белая ладья · g1 белый король | c8 чёрный слон · e8 чёрная ладья · g8 чёрный король · b7 чёрная пешка · d7 чёрный конь · e7 чёрный ферзь · f7 чёрная пешка · c6 чёрная пешка · g6 чёрная пешка · h6 чёрная пешка · b5 белая пешка · d5 чёрная пешка · d4 белая пешка · g4 чёрный конь · c3 белый конь · d3 белый слон · e3 белая пешка · f3 белый конь · g3 белая пешка · b2 белый ферзь · f2 белая пешка · g2 белая пешка · a1 белая ладья · g1 белый король | c8 чёрный слон · e8 чёрная ладья · g8 чёрный король · b7 чёрная пешка · d7 чёрный конь · e7 чёрный ферзь · f7 чёрная пешка · c6 чёрная пешка · g6 чёрная пешка · h6 чёрная пешка · b5 белая пешка · d5 чёрная пешка · d4 белая пешка · g4 чёрный конь · c3 белый конь · d3 белый слон · e3 белая пешка · f3 белый конь · g3 белая пешка · b2 белый ферзь · f2 белая пешка · g2 белая пешка · a1 белая ладья · g1 белый король | c8 чёрный слон · e8 чёрная ладья · g8 чёрный король · b7 чёрная пешка · d7 чёрный конь · e7 чёрный ферзь · f7 чёрная пешка · c6 чёрная пешка · g6 чёрная пешка · h6 чёрная пешка · b5 белая пешка · d5 чёрная пешка · d4 белая пешка · g4 чёрный конь · c3 белый конь · d3 белый слон · e3 белая пешка · f3 белый конь · g3 белая пешка · b2 белый ферзь · f2 белая пешка · g2 белая пешка · a1 белая ладья · g1 белый король | c8 чёрный слон · e8 чёрная ладья · g8 чёрный король · b7 чёрная пешка · d7 чёрный конь · e7 чёрный ферзь · f7 чёрная пешка · c6 чёрная пешка · g6 чёрная пешка · h6 чёрная пешка · b5 белая пешка · d5 чёрная пешка · d4 белая пешка · g4 чёрный конь · c3 белый конь · d3 белый слон · e3 белая пешка · f3 белый конь · g3 белая пешка · b2 белый ферзь · f2 белая пешка · g2 белая пешка · a1 белая ладья · g1 белый король | 2 |
| 1 | c8 чёрный слон · e8 чёрная ладья · g8 чёрный король · b7 чёрная пешка · d7 чёрный конь · e7 чёрный ферзь · f7 чёрная пешка · c6 чёрная пешка · g6 чёрная пешка · h6 чёрная пешка · b5 белая пешка · d5 чёрная пешка · d4 белая пешка · g4 чёрный конь · c3 белый конь · d3 белый слон · e3 белая пешка · f3 белый конь · g3 белая пешка · b2 белый ферзь · f2 белая пешка · g2 белая пешка · a1 белая ладья · g1 белый король | c8 чёрный слон · e8 чёрная ладья · g8 чёрный король · b7 чёрная пешка · d7 чёрный конь · e7 чёрный ферзь · f7 чёрная пешка · c6 чёрная пешка · g6 чёрная пешка · h6 чёрная пешка · b5 белая пешка · d5 чёрная пешка · d4 белая пешка · g4 чёрный конь · c3 белый конь · d3 белый слон · e3 белая пешка · f3 белый конь · g3 белая пешка · b2 белый ферзь · f2 белая пешка · g2 белая пешка · a1 белая ладья · g1 белый король | c8 чёрный слон · e8 чёрная ладья · g8 чёрный король · b7 чёрная пешка · d7 чёрный конь · e7 чёрный ферзь · f7 чёрная пешка · c6 чёрная пешка · g6 чёрная пешка · h6 чёрная пешка · b5 белая пешка · d5 чёрная пешка · d4 белая пешка · g4 чёрный конь · c3 белый конь · d3 белый слон · e3 белая пешка · f3 белый конь · g3 белая пешка · b2 белый ферзь · f2 белая пешка · g2 белая пешка · a1 белая ладья · g1 белый король | c8 чёрный слон · e8 чёрная ладья · g8 чёрный король · b7 чёрная пешка · d7 чёрный конь · e7 чёрный ферзь · f7 чёрная пешка · c6 чёрная пешка · g6 чёрная пешка · h6 чёрная пешка · b5 белая пешка · d5 чёрная пешка · d4 белая пешка · g4 чёрный конь · c3 белый конь · d3 белый слон · e3 белая пешка · f3 белый конь · g3 белая пешка · b2 белый ферзь · f2 белая пешка · g2 белая пешка · a1 белая ладья · g1 белый король | c8 чёрный слон · e8 чёрная ладья · g8 чёрный король · b7 чёрная пешка · d7 чёрный конь · e7 чёрный ферзь · f7 чёрная пешка · c6 чёрная пешка · g6 чёрная пешка · h6 чёрная пешка · b5 белая пешка · d5 чёрная пешка · d4 белая пешка · g4 чёрный конь · c3 белый конь · d3 белый слон · e3 белая пешка · f3 белый конь · g3 белая пешка · b2 белый ферзь · f2 белая пешка · g2 белая пешка · a1 белая ладья · g1 белый король | c8 чёрный слон · e8 чёрная ладья · g8 чёрный король · b7 чёрная пешка · d7 чёрный конь · e7 чёрный ферзь · f7 чёрная пешка · c6 чёрная пешка · g6 чёрная пешка · h6 чёрная пешка · b5 белая пешка · d5 чёрная пешка · d4 белая пешка · g4 чёрный конь · c3 белый конь · d3 белый слон · e3 белая пешка · f3 белый конь · g3 белая пешка · b2 белый ферзь · f2 белая пешка · g2 белая пешка · a1 белая ладья · g1 белый король | c8 чёрный слон · e8 чёрная ладья · g8 чёрный король · b7 чёрная пешка · d7 чёрный конь · e7 чёрный ферзь · f7 чёрная пешка · c6 чёрная пешка · g6 чёрная пешка · h6 чёрная пешка · b5 белая пешка · d5 чёрная пешка · d4 белая пешка · g4 чёрный конь · c3 белый конь · d3 белый слон · e3 белая пешка · f3 белый конь · g3 белая пешка · b2 белый ферзь · f2 белая пешка · g2 белая пешка · a1 белая ладья · g1 белый король | c8 чёрный слон · e8 чёрная ладья · g8 чёрный король · b7 чёрная пешка · d7 чёрный конь · e7 чёрный ферзь · f7 чёрная пешка · c6 чёрная пешка · g6 чёрная пешка · h6 чёрная пешка · b5 белая пешка · d5 чёрная пешка · d4 белая пешка · g4 чёрный конь · c3 белый конь · d3 белый слон · e3 белая пешка · f3 белый конь · g3 белая пешка · b2 белый ферзь · f2 белая пешка · g2 белая пешка · a1 белая ладья · g1 белый король | 1 |
|   | a | b | c | d | e | f | g | h |   |

Широкую известность Мастихиадис приобрел благодаря курьезной ситуации, возникшей во время партии с С. Решевским на шахматной олимпиаде 1950 г. (см. диаграмму). В этой позиции игравший белыми американский гроссмейстер сделал ход 24. Кd2?? и тут же предложил ничью. Мастихиадис принял предложение, не заметив, что ход белых был грубой ошибкой, поскольку конь перекрыл ферзя, защищавшего пункт f2. Несложным тактическим ударом 24... К:f2! черные выигрывали две пешки при разбитой позиции белого короля. Гроссмейстер М. Найдорф, который был свидетелем происшествия, произнес по этому поводу одну из самых известных своих шуток: «Если Решевский предлагает вам ничью, немедленно поищите возможность дать ему мат в два хода!»

## Основные спортивные результаты
| Год  | Город     | Соревнование                             | + | −  | = | Результат | Место |
| ---- | --------- | ---------------------------------------- | - | -- | - | --------- | ----- |
| 1949 |           | Чемпионат Греции                         |   |    |   |           | 1     |
| 1950 | Дубровник | IX Олимпиада (сборная Греции, 1-я доска) | 0 | 10 | 3 | 1½ из 13  |       |
| 1952 | Хельсинки | X Олимпиада (сборная Греции, 4-я доска)  | 1 | 5  | 5 | 3½ из 11  |       |
| 1956 | Москва    | XII Олимпиада (сборная Греции, запасной) | 1 | 5  | 1 | 1½ из 7   |       |